# Сусловское сельское поселение
Су́словское се́льское поселе́ние — упразднённое муниципальное образование в Мариинском районе Кемеровской области. Административный центр — село Суслово.
С 1 июня 2021 года упразднено в связи с преобразованием района в Мариинский муниципальный округ.

## История
Сусловское сельское поселение образовано 17 декабря 2004 года в соответствии с Законом Кемеровской области № 104-ОЗ. 

## Население
| 2010  | 2011  | 2012  | 2013  | 2014  | 2015  | 2016  |
| ----- | ----- | ----- | ----- | ----- | ----- | ----- |
| 3179  | ↗3180 | ↘3104 | ↘3070 | ↘2992 | ↘2915 | ↘2877 |
| 2017  | 2018  | 2019  | 2020  | 2021  |       |       |
| ↘2863 | ↘2817 | ↘2775 | ↘2704 | ↘2215 |       |       |

## Состав
| № | Населённый пункт | Тип населённого пункта       | Население |
| - | ---------------- | ---------------------------- | --------- |
| 1 | 3747 км          | разъезд                      | 0         |
| 2 | Знаменка         | деревня                      | ↘199      |
| 3 | Ивановка         | деревня                      | ↘48       |
| 4 | Святогорка       | деревня                      | ↘39       |
| 5 | Суслово          | село, административный центр | ↘2829     |
| 6 | Фёдоровка        | деревня                      | ↘64       |